# 克卜勒-9c
克卜勒-9c是NASA的克卜勒任務發現的第一批7顆系外行星中，屬於克卜勒9的兩顆行星中的一顆。經由凌日確認克卜勒-9c和克卜勒-9b是這顆恆星的行星。在它最初的發現之後，克卜勒任務的團隊在2010年8月26日宣布了這項發現。在當時，克卜勒已經發現了700顆的行星候選者。
對這顆行星的觀察顯示它是一顆質量略小於土星的氫-氦氣體巨星，其軌道距離大約是0.225天文單位。值得注意的是克卜勒-9c和b的模式是共享軌道共振，每顆行星的軌道互相影響使另一顆行星軌道穩定。由於這種效應，當這顆行星被發現時，它的軌道週期是38天，並且每個週期縮短39分鐘。久而久之，它的軌道會與b行星在2:1的上下反復振盪著。

## 命名和歷史
與多數的系外行星相同，"克卜勒-9c"表示它是在克卜勒9發現的第二顆行星。克卜勒9本身的名稱則是因為它是NASA的克卜勒任務發現有行星同面對方向橫越過前方的恆星。
這顆行星是克卜勒在最初43天的任務中發現的700顆行星候選者之一。它是五顆似乎是多行星系統恆星中被強調的一顆。克卜勒-9c和克卜勒-9b是第一顆以凌日法確認與發現兩顆行星的恆星。
最初對克卜勒-9c質量的估計，由夏威夷毛納基山凱克天文台的凱克1號望遠鏡做了後續的確認。凱克證實克卜勒-9c翰克卜勒-9b的質量都略小於土星。

## 性質
克卜勒-9c是顆氣體巨星，它的大小和質量都略小於土星，大約是0.171MJ，或是木星的17%質量。它的半徑是0.823RJ，只比土星小一點 (1.5%)。這顆行星座落在與恆星平均距離0.225天文單位之處。
這顆行星很可能是由氫和氦組成的。這顆行星的軌道和克卜勒-9b，在克卜勒9中的第二顆也是較大的一顆，在同一個平面上。在觀察這顆行星時，克卜勒小組注意到克卜勒-9b和c的軌道有著1:2的比率，克卜勒-9b每19天繞行恆星一圈，克卜勒-9c則是38天。這兩顆行星以重力相互吸引著，所知的軌道共振，維持著行星軌道的穩定。這是在太陽系之外首次看見這種現象。克卜勒-9c每完成一次觀測到的週期，它的軌道週期會縮短39分鐘。然而，在同一個點，這個趨勢會扭轉使它的軌道週期增加。它的軌道週期會在2:1的比率上下來回的振盪。

## 相關資料
- 克卜勒4b
- 克卜勒5b
- 克卜勒6b
- 克卜勒7b
- 克卜勒8b

## 外部連結
维基共享资源上的相關多媒體資源：克卜勒-9c
Template:Kepler-9